# برايان كويل
برايان كويل (بالإنجليزية: Brian Coyle)‏ هو ناشط حقوق الإنسان وسياسي أمريكي، ولد في 25 يونيو 1944، وتوفي في 23 أغسطس 1991.